# Жайсанбаев, Есболган Ботабаевич
Есболган Ботабаевич Жайсанбаев (14 января 1940, ныне Аксуский район Алматинской области — 13 мая 1983, Алма-Ата, Казахская ССР) — казахский советский актёр театра и кино, заслуженный артист Казахской ССР (1982).

## Биография
По окончании студии при Казахском академическом театре драмы (педагоги А. М. Мамбетов и Н. С. Жантурин) в 1960 году был принят в основную труппу театра и в том же году впервые выступил в роли Покудина в спектакле «Так началась эпоха» З. Ж. Шашкина. Пользовался успехом в характерных и комедийных ролях, он был актёром острохарактерного дарования, ему были свойственны тёплый юмор, простодушие, обаяние, естественность. Среди его лучших ролей: Хасен, Серке («Ох, уж эти девушки» и «Ох, эти джигиты» К. Т. Шангитбаева и К. Байсеитова), Сеит («Ты — песня моя желанная» по Ч. Т. Айтматову и «Трагедия поэта» Г. М. Мусрепова), Даут («Фронт» Б. Ж. Майлина), Олжатай («Сильнее смерти» С. Н. Жунусова), Бахтияр («Майра» А. Тажибаева), Жапал («Енлик — Кебек» М. О. Ауэзова), Махмуд («Башмачки» А. Файзи).
Среди других ролей: Нарымбет, Кокбай («Абай» М. О. Ауэзова и Л. С. Соболева), Нарша, Караман, Нуркан («Карагоз», «Каракыпшак Кобланды» и «Ночные раскаты» М. О. Ауэзова), Каспакбай («Жаяу муса» З. Акишева), Таскара («Беспокойный гость» Г. Мустафина), Бекташ («Материнское поле» по Ч. Т. Айтматову), Варфоломей («Кабала святош» М. А. Булгакова), Подколесин («Женитьба» Н. В. Гоголя), Грумио («Укрощение строптивой» У. Шекспира) и другие.
В 1968 году окончил филологический факультет Казахского государственного университета имени С. М. Кирова.
С 1976 года снимался в кино в ролях: Сарсенбаев («Бросок, или Всё началось в субботу»), Прораб («Боярышник», 1980), Яшко («Белый шаман», 1982).

### Фильмография
- 1976 — Бросок, или Всё началось в субботу — Темирбек Сайсенбаев
- 1978 — Дополнительные вопросы
- 1979 — Боярышник — Медибек Дульсеков, прораб
- 1981 — Родные степи — Нурлан
- 1981 — Три дня праздника
- 1982 — Белый шаман — Ятчоль (Лиса)
- 1982 — До свидания, Медео

## Память
12 мая 1997 года Постановлением Правительства Казахстана имя Есболгана Жайсанбаева было присвоено средней школе № 2 села Капал Капальского района Алматинской области, где в 2010 году также установлен и бюст актера
.

## Семья
Жена — Кожакова Салиха